# Кпелле (мова)
Кпелле — макромова, що належить до нігеро-конголезької макросімʼї, сімʼї манде. Є два різновиди: ліберійська кпелле (Ліберія) і гвінейська кпелле (Гвінея, провінція Нзерекоре). У Гвінеї гвінейська кпелле вивчалась у школі в часи правління Секу Туре (до 1984 року)

## Писемність
Писемність макромови кпелле побудована на основі латиниці. Впродовж 1930—1980 років також використовувалось складове письмо кпелле.

### Латинське письмо
У Гвінеї абетка має наступний вигляд.
| A a | B b | Ɓ ɓ | D d | E e | Ɛ ɛ | Ə ə | F f | G g | Ɠ ɠ | Gb gb | Gw gw |
| --- | --- | --- | --- | --- | --- | --- | --- | --- | --- | ----- | ----- |
| /a/ | /b/ | /ɓ/ | /d/ | /e/ | /ɛ/ | /ə/ | /f/ | /g/ | /ɣ/ | /ɡ͡b/  | /gw/  |

| H h | Hw hw | I i | J j  | K k | Kp kp | Kw kw | L l | M m | N n | Nw nw |
| --- | ----- | --- | ---- | --- | ----- | ----- | --- | --- | --- | ----- |
| /h/ | /hw/  | /i/ | /dj/ | /k/ | /k͡p/  | /kw/  | /l/ | /m/ | /n/ | /nw/  |

| Ɲ ɲ | Ŋ ŋ | O o | Ɔ ɔ | P p | R r | S s | T t | U u | V v | W w | Z z |
| --- | --- | --- | --- | --- | --- | --- | --- | --- | --- | --- | --- |
| /ɲ/ | /ŋ/ | /o/ | /ɔ/ | /p/ | /r/ | /s/ | /t/ | /u/ | /v/ | /w/ | /z/ |

У Ліберії алфавіт виглядає так.
| A a | B b | Ɓ ɓ | D d | E e | Ɛ ɛ | F f | G g | Gb gb | Ɣ ɣ |
| --- | --- | --- | --- | --- | --- | --- | --- | ----- | --- |
| /a/ | /b/ | /ɓ/ | /d/ | /e/ | /ɛ/ | /f/ | /g/ | /ɡ͡b/  | /ɣ/ |

| I i | K k | Kp kp | L l | M m | N n | Ŋ ŋ | O o | Ɔ ɔ |
| --- | --- | ----- | --- | --- | --- | --- | --- | --- |
| /i/ | /k/ | /k͡p/  | /l/ | /m/ | /n/ | /ŋ/ | /o/ | /ɔ/ |

| P p | R r | S s | T t | U u | V v | W w | Y y | Z z |
| --- | --- | --- | --- | --- | --- | --- | --- | --- |
| /p/ | /r/ | /s/ | /t/ | /u/ | /v/ | /w/ | /j/ | /z/ |

- Довгі голосні передаються на письмі подвоєнням букв для голосних: aa [aː], ee [eː], ɛɛ [ɛː], ii [iː], oo [oː], ɔɔ [ɔː], uu [uː].
- Носові голосні позначаються написанням тильди (◌̃) над буквою для голосного: ã [ã], ẽ [ẽ], ɛ̃ [ɛ̃], ĩ [ĩ], õ [õ], ɔ̃ [ɔ̃], ũ [ũ].
- Тони передаються шляхом простановки над буквами для голосних діакритичних знаків: акут (´) — високий тон; гравіс (`) — низький; циркумфлекс (ˆ) — спадаючий.

### Письмо кпелле
Складове письмо кпелле було створене у 1930-х роках вождем Ґбілі у Ліберії. Використовувалось впродовж декількох десятиліть (приблизно до 1980-х років) як в Ліберії, так і у Гвінеї.